# Biuletyn ZOKZ
Biuletyn ZOKZ – cotygodniowe wydawnictwo Związku Obrony Kresów Zachodnich, wydawane od listopada 1925 roku do marca 1927 roku. Pismo poruszało tematykę stosunków polsko-niemieckich oraz bieżącej działalności ZOKZ.
Wydawany w formie powielanej odbitki, początkowo w nakładzie 540 a następnie 725 egz.
Przekształcony w dwutygodnik „Strażnica Zachodnia”.